# رياليتي وينر
رياليتى وينير (بالإنجليزية: Reality Winner) (من موليد 4 ديسمبر 1991 في اليس، تكساس، الولايات المتحدة) كانت محاربة سابقة في القوات الجوية الأمريكية ومترجمة لوكالة الأمن القومي، قد حُكمت في عام 2018 بأطول عقوبة سجن في تاريخ الولايات المتحدة بسبب تسريب معلومات حكومية حساسة لوسائل الإعلام. في 3 يونيو 2017، تم القبض عليها بينما كانت تعمل لدى شركة متعاقدة مع الحكومة، بعد أن سربت تقريرًا استخباراتيًا حول التدخل الروسي في الانتخابات الأمريكية لعام 2016 إلى موقع ذا إنترسبت. أُدينت وينر بتهمة إرسال مواد سرية إلى جهة إخبارية، وحُكم عليها بالسجن لمدة خمس سنوات وثلاثة أشهر. أُطلق سراحها في 2 يونيو 2021 بعد قضاء جزء من العقوبة في المركز الطبي الفيدرالي في فورت وورث، تكساس.

## حياة المبكرة
وُلدت وينر في تكساس لأبوين هما بيلي ورونالد وينر، وقد اختار والدها اسمًا غير معتاد لها. نشأت في كينغزفيل، حيث درست في مدرسة إتش إم كينج الثانوية، حيث تعلمت اللغة اللاتينية ودرست اللغة العربية في وقت فراغها. كما شاركت في فريقي كرة القدم والتنس.
كان لتأثير والدها في مراحل مبكرة من حياتها دور كبير في تشكيل نظرتها للعالم، خصوصًا فيما يتعلق بالسياسة والتاريخ والفلسفة والدين. بعد أحداث الحادي عشر من سبتمبر، انخرطت وينر في مناقشات عميقة مع والدها حول الجغرافيا السياسية والإسلام، مما دفعها إلى اتخاذ قرار بتعلم اللغة العربية.

## حياة مهنية
خدمت وينر في القوات الجوية الأمريكية من عام 2010 إلى عام 2016، حيث حصلت على رتبة طيار كبير (E-4) في سرب الاستخبارات رقم 94. بعد عامين من التدريب اللغوي والاستخباراتي، تم نقلها إلى فورت ميد بولاية ماريلاند، حيث عملت كلغوية تتحدث الفارسية والداري والبشتو، اللغتين الرسميتين في أفغانستان. انخرطت وينر في برنامج الطائرات بدون طيار، حيث قامت بمراقبة محادثات أجنبية تم اعتراضها، مما ساهم في توفير معلومات استخباراتية للقوات الأمريكية.
حصلت على ميدالية تقدير القوات الجوية لدورها في القبض على 650 عدوًا، وقتل 600 في المعركة، وتحديد 900 هدف عالي القيمة.
بعد تسريحها بشرف في نوفمبر 2016، انتقلت وينر إلى أوغوستا، جورجيا، حيث عملت كمدربة في صالة كروس فيت واستوديو يوغا. تقدمت بطلبات للعمل مع منظمات غير حكومية في أفغانستان لاستخدام مهاراتها في اللغة البشتونية مع اللاجئين، لكن بحثها عن عمل في الخارج واجه عقبات بسبب عدم حصولها على تعليم ما بعد الثانوي. رغم احتفاظها بتصريح أمني سري للغاية، تم تعيينها من قبل شركة بلوربوس إنترناشونال كوربوريشن، التي تقدم خدمات بموجب عقد مع وكالة الأمن القومي، حيث كُلفت بالعمل في فورت جوردون، وهو موقع تابع للجيش الأمريكي بالقرب من أوغوستا.

## روابط خارجية
- رياليتى وينير على موقع IMDb (الإنجليزية)
- رياليتى وينير على موقع قاعدة بيانات الفيلم (الإنجليزية)